# Đại học Nghệ thuật Yewon
Đại học Nghệ thuật Yewon (tiếng Hàn: 예원예술대학교; hanja: 藝苑藝術大學校) là một trường đại học tọa lạc ở huyện Imsil, tỉnh Bắc Jeolla, Hàn Quốc. Trường đào tạo các ngành đại học: Hội họa, thiết kế trang sức, thiết kế văn hóa phẩm, visual imaging, hoạt hình, âm nhạc, múa, hài kịch và bảo tồn tài sản văn hóa cũng như nghiên cứu giải trí và thương mại điện tử. Ký túc xá của trường nằm ở thành phố lân cận Jeonju.

## Học sinh nổi bật
- Kim Shin-young, diễn viên hài